# Kasagi (Schiff, 1898)
Die Kasagi (japanisch 笠置) war ein Geschützter Kreuzer 2. Klasse der Kaiserlich Japanischen Marine. Sie war benannt nach dem heiligen Berg Kasagi bei Kyōto.

## Bau und technische Daten

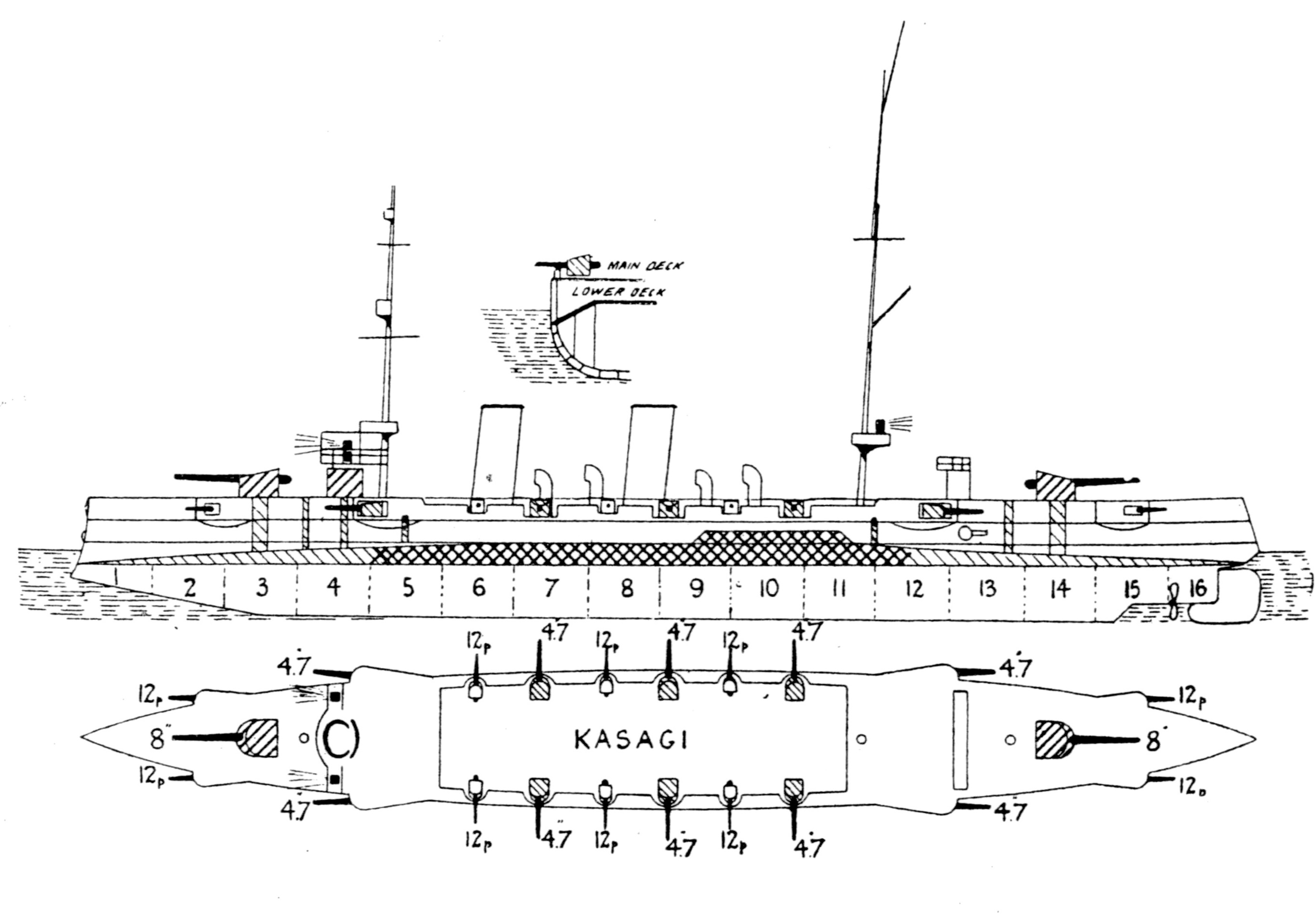
Bauzeichnungen

Sie und die drei Monate später auf Kiel gelegte und zwei Tage später von Stapel gelaufene Chitose werden gemeinhin als Schwesterschiffe bezeichnet, wobei zumeist von der Kasagi-Klasse, gelegentlich auch von der Chitose-Klasse gesprochen wird. Die beiden Schiffe, nahezu gleichzeitig, aber von zwei verschiedenen amerikanischen Werften gebaut, waren einander sehr ähnlich, da ihr Design auf dem der in Großbritannien gebauten Takasago basierte. Die beiden Schiffe, typische Elswick-Kreuzer mit niedrigem Vorschiff, zwei Schornsteinen, zwei Masten und Rammbug, waren etwas größer als die Takasago und hatten im Gegensatz zu dieser kein Bugtorpedorohr. Sie unterschieden sich voneinander jedoch hinsichtlich vieler Aspekte ihres Inneren, da den Werften viel Freiraum zu eigenen Weiterentwicklungen gelassen worden war. So hatte die Kasagi z. B. insgesamt 142 durch Schotten und Schottendecks voneinander getrennten wasserdichten Abteilungen, die Chitose 130 und die Takasago lediglich 109.
Die beiden Schiffe wurden als Teil des Flottenerweiterungsprogramms von 1896 bestellt. Ihre Baukosten wurden aus den Reparationszahlungen bestritten, die das Kaiserreich China nach dem Ersten Japanisch-Chinesischen Krieg auf Grund des Vertrags von Shimonoseki von 1895 an Japan zahlen musste.
Die Kasagi wurde von der Werft William Cramp and Sons in Philadelphia entworfen und gebaut. Der Bauvertrag wurde am 31. Dezember 1896 unterzeichnet. Das Schiff wurde am 13. Februar 1897 auf Kiel gelegt, lief am 20. Januar 1898 vom Stapel, und wurde am 24. Oktober 1898 fertiggestellt und offiziell in Dienst gestellt. Mit 114,1 m Länge in der Wasserlinie, 14,9 m Breite und 5,41 m Tiefgang verdrängte der Kreuzer 4979 ts. Die Maschinenanlage bestand aus zwölf Kesseln und zwei Dreifach-Expansionsdampfmaschinen mit zusammen 11.600 kW Leistung, die über zwei Schrauben eine Höchstgeschwindigkeit von 22,5 Knoten ermöglichten. Die Reichweite betrug, bei einem Bunkervorrat von 1000 Tonnen Kohle, 4000 Seemeilen bei 10 sm Marschgeschwindigkeit. Die Bewaffnung wurde erst ab Dezember 1898 in Großbritannien eingebaut; sie bestand aus zwei 20,3-cm-Schnellfeuerkanonen hinter Geschützschilden (eine vorn, eine achtern), 10 britischen 120-mm-Schnellfeuergeschützen Mk I–IV in Kasematten, 12 britischen 76-mm-Schnellfeuergeschützen ebenfalls in Kasematten, vier japanischen 2,5-Pfünder-Schnellfeuergeschützen auf den Gefechtsmarsen beider Masten sowie vier 35,6 cm Torpedorohren. Die Deckspanzerung betrug 62 mm, 112 mm an den Böschungen. Die Geschützschilde der beiden schweren Geschütze waren vorn 203 mm und seitlich 62 mm dick, und der Kommandostand hatte 115 mm Panzerschutz. Die Besatzung zählte 405 Mann.

## Einsatzgeschichte

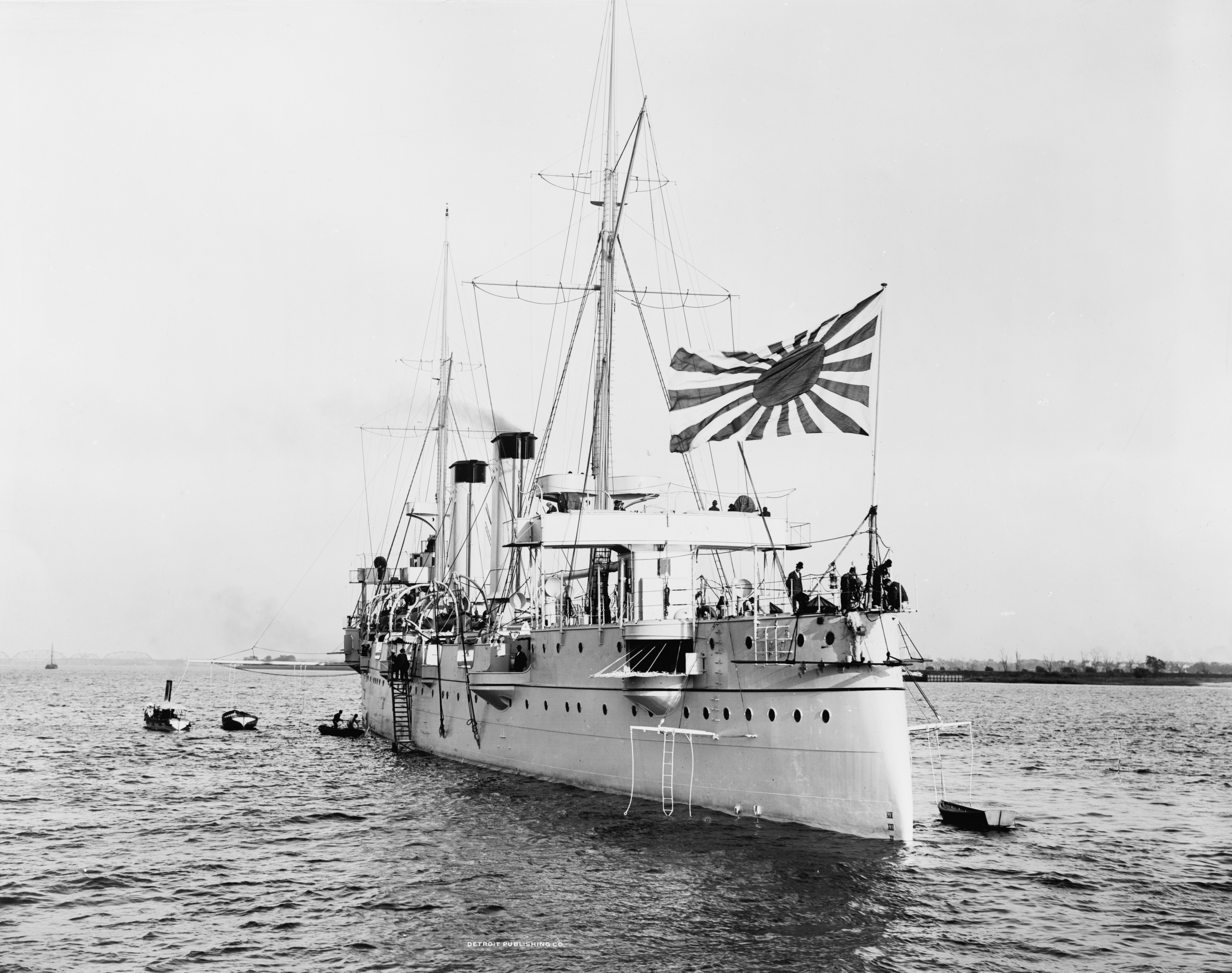
Die Kasagi noch ohne ihre Schiffsartillerie, vor ihrer Fahrt nach Newcastle

### Erste Jahre
Bereits am Tag nach ihrer offiziellen Indienststellung nahm die zu diesem Zeitpunkt noch unbewaffnete Kasagi am 25. Oktober 1898 an der Flottenparade auf dem Delaware River in Philadelphia teil, die zum Auftakt der Philadelphia Peace Jubilee, einer viertägigen Feier des Sieges im Spanisch-Amerikanischen Krieg, ausgerichtet wurde. Danach dampfte das Schiff am 5. November von New York nach Newcastle upon Tyne, wo es am 24. November eintraf, um dann bei der Elswick Ordnance Company seine Geschütze zu erhalten. Am 16. Mai 1899 traf das Schiff schließlich in der Marinebasis Yokosuka in Japan ein.
Bei Marinemanövern im April 1900 in der Bucht von Kagoshima kollidierte die Kasagi in einer Nebelbank mit einem Frachtdampfer, der auf Strand gesetzt werden musste, um nicht zu sinken. Die Kasagi musste wegen ihrer eigenen Schäden die Teilnahme an den Übungen abbrechen.
Ab Juni war der Kreuzer dann vor der nordchinesischen Küste im Einsatz, als Teil der Marinestreitkräfte der sogenannten Vereinigten acht Staaten, die den Boxeraufstand niederschlugen; 52 Mann seiner Besatzung gehörten im Juli zu dem zweiten internationalen Expeditionskorps, das die Stadt Tianjin besetzte.
Im Juli 1901 nahm die Kasagi an den Manövern teil, bei denen die Abwehr eines Angriffs feindlicher Streitkräfte auf die Hafenstadt Sasebo geprobt wurde. Im August 1901 unternahm sie mit dem neuen, im März 1901 in Dienst gestellten Panzerkreuzer Iwate einen Freundschaftsbesuch im russischen Wladiwostok.

### Russisch-Japanischer Krieg
Im Russisch-Japanischen Krieg 1904–05 nahm die Kasagi an mehreren Schlachten teil. Bei der Seeschlacht vor Port Arthur, dem japanischen Überfall auf Port Arthur, am 9. Februar 1904, gehörte sie zu den vier Geschützten Kreuzern der 3. Division der Vereinigten Flotte, die unter dem Befehl von Konteradmiral Dewa Shigetō den ersten Morgenangriff auf den Hafen am 9. Februar durchführten; dabei erlitt sie einige Gefechtsschäden.
Im März nahm sie an der Beschießung von Wladiwostok durch die Einheiten des Admirals Kamimura Hikonojō teil. Am 14. Mai barg die Kasagi 134 Überlebende des Schlachtschiffs Hatsuse, das nach Minentreffer südlich von Port Arthur sank.
Während der Seeschlacht im Gelben Meer am 10. August 1904 war die Kasagi kurze Zeit direkter Gegner des russischen Schlachtschiffs Poltawa, bis Konteradmiral Dewa seine Kreuzer wieder aus der Schussweite der artilleristisch überlegenen Gegner herausführte, und nahm hinterher an der vergeblichen Verfolgung der russischen Kreuzer Askold und Nowik teil.
Bei der Seeschlacht bei Tsushima im Mai 1905 war die Kagasi unter dem inzwischen zum Vizeadmiral beförderten Dewa Flaggschiff der 3. Division des Ersten Geschwaders, deren vier Kreuzer sich mit den russischen Kreuzern Oleg, Aurora und Schemtschug duellierten. Dabei erhielt die Kasagi einen Treffer unter der Wasserlinie, der einen Kesselraum und einen Kohlenbunker unter Wasser setzte und das Schiff zum Abbrechen des Gefechts zwang. Vizeadmiral Dewa stieg auf die Chitose um.

### Letzte Jahre
Im Oktober 1908 nahm die Kasagi an den ersten großformatigen Nachkriegsmanövern der japanischen Marine teil. Ab 1910 diente sie dann als Schulschiff, wobei sie vom 16. Oktober 1910 bis zum 6. März 1911 eine ausgedehnte Navigationsausbildungsreise im Pazifik unternahm.
1912 wurde das Schiff grundüberholt. Dabei wurden die bisherigen Lokomotivdampfkessel durch sogenannte Miyabara-Wasserrohrkessel ersetzt.
Nach dem Beginn des Ersten Weltkriegs wurde die Kasagi der 1. Flotte zugeteilt, diente jedoch weiterhin vorwiegend als Schulschiff.

## Ende
Am 20. Juli 1916 lief der Kreuzer im Sturm in der Tsugaru-Straße zwischen den Inseln Honshū und Hokkaidō im Norden Japans auf Grund und zog sich dabei ein schweres Leck auf Höhe des hinteren Schornsteins zu. Bergungsversuche schlugen fehl; lediglich Teile der Ausrüstung konnten schließlich abgeborgen werden. Die Kasagi sank am 10. August 1916 und wurde am 5. November 1916 formell aus der Schiffsliste gestrichen.